# Dios nunca muere
«Dios nunca muere» es un vals mexicano compuesto por Macedonio Alcalá en 1868. Casi un siglo después, en 1955, el compositor Vicente Garrido Calderón le escribiría una letra que se popularizaría. Dada la fama que tiene en el Estado de Oaxaca y el origen de su autor, la pieza ha sido considerada el himno no oficial de dicho estado.

## Historia
Existen distintas versiones populares sobre como fue compuesto el vals. Una de ellas apunta que Macedonio Alcalá y su esposa Petronila Palacios pasaban por una situación económica precaria, y además el compositor estaba en riesgo de morir. Una versión de la historia señala que su benefactor y amigo Roberto Maqueo, viéndolo en esta situación difícil, le dejó discretamente 12 pesos en plata. Otra versión señala que le visitaron indígenas en Tlacolula para encargarle un vals para la patrona de su pueblo (Santa Maria de la Asunción), dejándole 12 pesos en plata como paga. En todo caso, se afirma que en cuanto Alcalá recibió el dinero, se incorporó en su cama y trazó en una pared los primeros compases del vals, los cuales transcribió después en un papel para música, con gran esfuerzo de su parte. Llamó a este vals Dios Nunca Muere en gratitud a que había recibido auxilio cuando más lo necesitaba. 
Su versión con letra fue hecha en 1955 por Vicente Garrido para que la cantara Pedro Infante. Otro intérprete afamado de esta versión fue Javier Solís en dos versiones de la canción: una con respaldo de banda sinfónica, grabada en 1959 y otra con el Mariachi Nacional de Arcadio Elías, grabada en 1963.